# Breitkopfbecken
Das Breitkopfbecken auch Paddenpuhl  ist eine ursprünglich natürliche Bodensenke mit heutiger Nutzung als Regenrückhaltebecken im Berliner Ortsteil Reinickendorf des gleichnamigen Bezirks. Das Gewässer umschließt eine Grünanlage und ein Spielplatz. Das Breitkopfbecken hieß vor der Anlegung der Grünanlage Paddenpuhl [= Niederdeutsch für „Krötenteich“]. Die Benennung der umliegenden Siedlung Paddenpuhl lässt sich auf dieses Gewässer zurückführen. Die Namensgebung als Breitkopfbecken lässt sich auf den Musikverleger Bernhard Christoph Breitkopf zurückführen. In einem Straßenbenennungskontext bildet das Breitkopfbecken den Mittelpunkt des Jägerviertels. Die Grünanlage des Breitkopfbecken ist ein gelistetes Gartendenkmal.

## Lage
Die Breitkopfstraße verläuft in einer Kurve um das Breitkopfbecken. Am Nordostausgang befindet sich ein Zugang zum U-Bahnhof Residenzstraße. Es ist ein gelistetes Gartendenkmal. Zudem sind der Teich selbst sowie Röhrichtgesellschaften im Uferbereich biotopgeschützt.

## Geschichte
Schon in früher Zeit sammelte sich in diesem Gewässer Niederschlagswasser, sodass es zu einem Pfuhl wurde. Auf einer Landkarte von 1844 ist das Gewässer als Ehl-Pfuhl gekennzeichnet.
Dieser Puhl fand mehrere Verwendungen. So etwa als Dorf- und Löschteich sowie als Viehtränke. Im Winter vor 1900 wurde hier auch Eis gestochen. Inhaber des kleinen Natureiswerks war der Eishändlers Nowicki. Die notwendigen Eisschuppen sind noch auf einer Landkarte von 1925 eingezeichnet.
Etwa zu dieser Zeit befand sich in der nahen Umgebung die Kolonie Felseneck[e], in welcher das spätere NS-Opfer Fritz Klemke lebte.
Im Jahre 1928 begann nach dem Entwurf des Berliner Stadtgartendirektors Erwin Barth durch das Bezirksamt Reinickendorf als Bauherr die Planung für eine Grünanlage. In diesem Zusammenhang wurde Anfang der 1930er eine provisorische Grünanlage angelegt. Zur selben Zeit fand auch die Ausbaggerung des Pfuhls auf seine heutige Form statt.  Nach dem Entwurf sollte die tropfenförmige Beckenform von einer doppelreihigen Baumallee umgeben werden, die jedoch nicht erhalten ist.
Zwischen 1927 und 1939 entstand um das Breitkopfbecken die Siedlung Paddenpuhl, die von den Architekten Fritz Beyer, Erich Dieckmann und Josef Scherer geplant wurde.
Im Laufe der folgenden Jahrzehnte erhielt das Wasserbecken Böschungen, die sich mittlerweile zu Biotopen entwickelt haben, sowie eine landschaftliche Bepflanzung. Außerdem wurde eine Grünverbindung zur Klemke- und Emmentaler Straße geschaffen. Am 12. November 2015 wurde eine Spiel- und Sportanlage auf der östlichen Seite des Beckens mit Gesamtkosten von 240.000 Euro fertiggestellt.